# Antônio Pereira de Sousa Calheiros

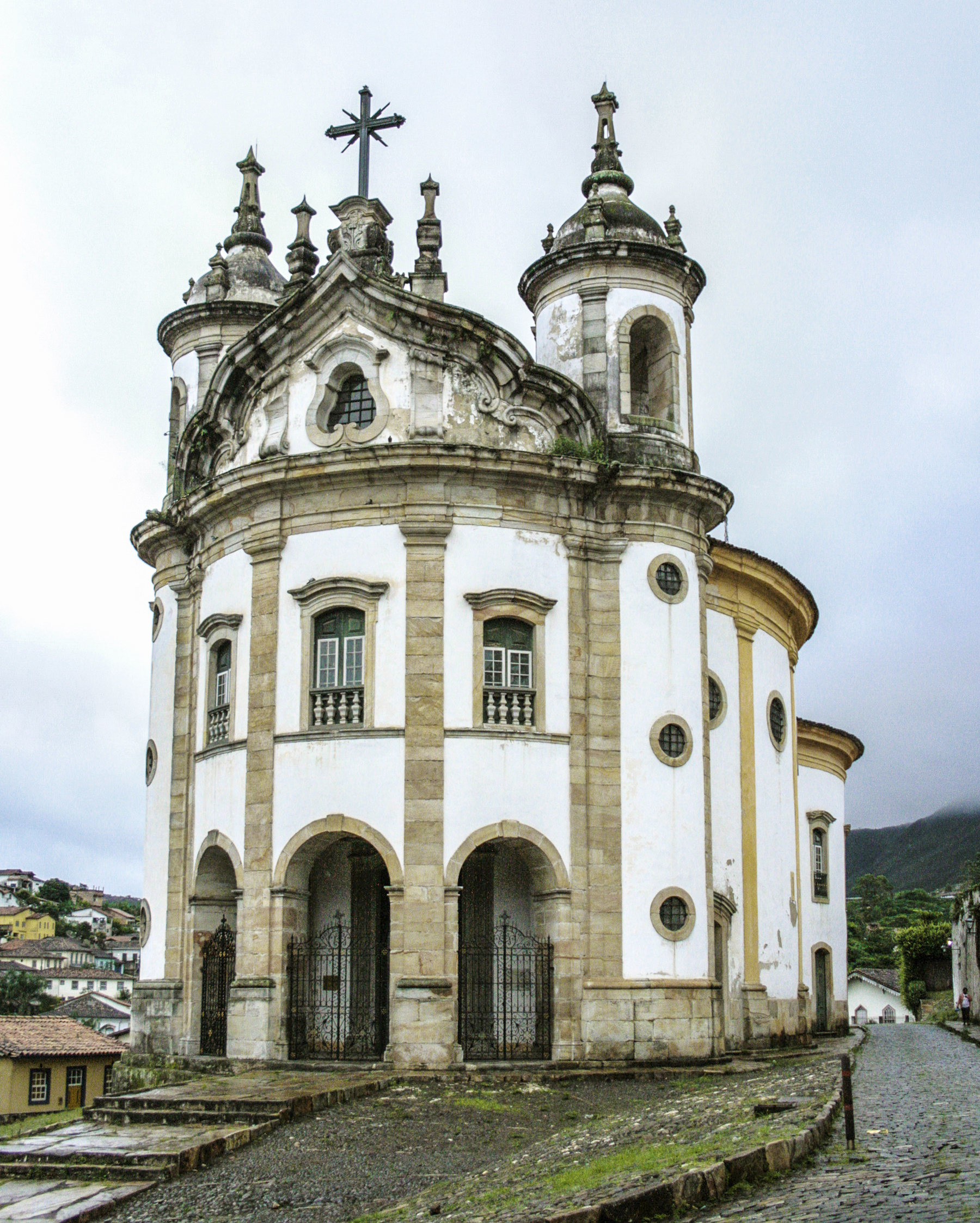
Igreja do Rosario em Ouro Preto.

Antônio Pereira de Sousa Calheiros foi um arquiteto português ativo no Brasil.
Praticamente nada se sabe de sua vida. Em documentos que apresentou alegava ser natural de Braga e ter-se licenciado em cânones na Universidade de Coimbra, mas não foram encontrados rastros dele em Braga. Entre 1732 e 1733 apareceu na cidade do Rio de Janeiro, e em 1736 é assinalado em Tiradentes, Minas Gerais. Depois é encontrado em São João del-Rei, onde participou das atividades da Câmara como enviado a Portugal para negociar petições.
Embora mal conhecido, a ele se atribui a autoria do risco (projeto) de duas igrejas que estão entre as mais notáveis expressões do Barroco mineiro, a Igreja de São Pedro dos Clérigos, em Mariana, e sobretudo a Igreja de Nossa Senhora do Rosário dos Pretos, em Ouro Preto, com plantas que se desviam dos padrões coloniais e se distinguem pelo seu dinamismo. Também foi autor do risco do retábulo da Matriz de Antônio Dias, em Ouro Preto, e segundo Eduardo de Oliveira pode ter riscado a Igreja de Nossa Senhora das Mercês em São João del-Rei e a Capela de Santo Ovídio de Caldelas. Na apreciação do IPHAN, "a Igreja de Nossa Senhora do Rosário é considerada pelos especialistas como a expressão máxima do Barroco colonial mineiro".